# Bertil Fox
Bertil Fox (San Cristóbal y Nieves, 9 de noviembre de 1951) es un fisioculturista inglés perteneciente a la IFBB. Vivió la mayor parte de su vida en Londres, Inglaterra, hasta que en 1981 se mudó a Los Ángeles, California, donde residió y compitió durante trece años en la IFBB, para posteriormente regresar a San Cristóbal y Nieves con la intención de radicarse y construir su propio gimnasio. En 1997 fue condenado por doble asesinato. Actualmente está libre después de haber sido indultado por el Gobernador General de San Cristóbal y Nieves en agosto de 2022

## Vida
Berti Fox nació el 9 de noviembre de 1951 en las islas caribeñas San Cristóbal y Nieves, emigró a Londres con su familia cuando tenía tan solo un año de vida, para posteriormente regresar a San Cristóbal y Nieves cuarenta años después para montar un gimnasio de su propiedad. Actualmente cumple cadena perpetua por el doble homicidio de su novia y la madre de esta.
A sus 46 años, el 30 de septiembre de 1997, en la isleña nación de San Cristóbal y Nieves, Leyoca Browne de 20 años y su madre Violet Browne de 36 años mueren debido a los disparos fatales proporcionados por Bertil Fox. El 22 de mayo de 1998 Bertil Fox es condenado a morir en la horca, pero el 27 de septiembre de 2002, la sentencia de muerte a la que fue condenado es cambiada por cadena perpetua, luego de que gracias a las apelaciones de abogados de derechos humanos británicos la condena a muerte en San Cristóbal fuese considerada inconstitucional.
Frecuentemente se cita la "furia de esteroides" como móvil del crimen.

## Carrera deportiva
Con solo 18 años, Bertil se presenta por primera vez a una competición y exitosamente obtiene el primer puesto de la categoría Junior en el NABBA Mr. Britain. Durante 11 años compite de forma amateur destacando por su gran ímpetu resultados musculares. Luego de ganar cada título disponible de la NABBA, Bertil Fox se convirtió en un profesional de la IFBB en 1981.
Joe Weider patrocinó la mudanza de Fox a Los Ángeles en 1981. Fox compitió en los campeonatos IFBB durante los siguientes trece años. Bill Reynold, en ese entonces editor en jefe le dio a Bertil el apodo de "Brutal" en mención de su gran volumen corporal y lo extremo de sus entrenamientos.

## Condena por asesinato
El 30 de septiembre de 1997, en San Cristóbal y Nieves, Leyoca Browne, una reina de belleza de 20 años, y su madre, Violet Browne, de 36 años, fueron tiroteadas por Fox, quien tenía 46 años en ese momento. Fox, que previamente había estado comprometido con Leyoca, fue arrestado y acusado de los asesinatos. El 22 de mayo de 1998, Fox fue condenado por el asesinato de las dos mujeres. Inicialmente fue sentenciado a muerte por ahorcamiento, pero después de una apelación ante el Comité Judicial del Consejo Privado, su sentencia fue cambiada a cadena perpetua. El 4 de agosto de 2022, Fox fue indultado por el Gobernador General de San Cristóbal y Nieves después de cumplir 25 años y ahora es un hombre libre que vive en el Reino Unido.

## Filmografía
- Bertil Fox - Brutal Fox in Training (DVD)
- Bertil Fox - Brutal Fox in Training 2 (DVD)
- Bertil Fox - Seminar and Posing (DVD)
- Bertil Fox - Training with Phil Toppin (DVD)

## Títulos
- 1969 NABBA Mr. Britain Junior.
- 1970 NABBA Mr. Britain Junior.
- 1971 NABBA Mr. Britain Junior.
- 1971 Mr. Europe Junior.
- 1976 NABBA Mr. Britain
- 1976 AAU Mr. World
- 1977 NABBA Mr. Universo (amateur)
- 1978 NABBA Mr. Universo (profesional)
- 1979 NABBA Mr. Universo (profesional)

## Lista Completa de Participaciones
- 1969 NABBA Mr. Britain Junior, 1st
- 1970 NABBA Mr. Britain Junior, 1st
- 1971 NABBA Mr Britain Junior, 1st
- 1971 Mr. Europe Junior, 1st
- 1976 NABBA Mr. Britain 1st
- 1976 NABBA Mr. Universe Medium, 2nd
- 1976 AAU Mr. World Medim, Most Muscular & Overall, 1st
- 1977 NABBA Mr. Universe Medium & Overall, 1st
- 1978 NABBA Universe - Pro 1st
- 1979 NABBA Universe - Pro 1st
- 1980 WABBA World Championships Professional, 2nd
- 1981 IFBB Grand Prix Bélgica 5th
- 1982 IFBB Night of Champions 2nd
- 1982 IFBB Mr. Olympia 8th
- 1983 IFBB Grand Prix Sweden 4th
- 1983 IFBB Grand Prix Switzerland 2nd
- 1983 IFBB Mr. Olympia 5th
- 1984 IFBB World Pro Championships 5th
- 1986 IFBB Mr. Olympia 7th
- 1987 IFBB Grand Prix Germany 9th
- 1987 IFBB Night of Champions 7th
- 1987 IFBB Mr. Olympia 12th
- 1989 IFBB Arnold Schwarzenegger Classic 6th
- 1989 IFBB Grand Prix Melbourne 6th
- 1989 IFBB Mr. Olympia 11th
- 1989 IFBB World Pro Championships 5th
- 1992 IFBB Arnold Schwarzenegger Classic 16th
- 1992 IFBB Pittsburgh Pro Invitational 9th
- 1994 IFBB Ironman Pro Invitational 13th